# Соціал-демократична і лейбористська партія
Соціал-демократична і лейбористська партія (іноді — Соціал-демократична і робоча партія; англ. Social Democratic and Labour Party, ірл. Páirtí Sóisialta Daonlathach an Lucht Oibre) — політична партія, яка діє в Північній Ірландії. Поділяє ідеї ірландського націоналізму і соціал-демократії.
Партія була заснована в 1970 колишніми членами Республіканської лейбористської партії і представниками деяких інших партій. У порівнянні з Шинн Фейн партія завжди дотримувалася більш поміркованої позиції. Ідеологія партії включала в себе ідею поступового створення об'єднаної Ірландії з відмовою від збройних методів боротьби на користь конституційних, а також соціал-демократичні елементи програми в економічній і соціальній сферах. Як результат, довгий час СДЛП була популярніша, ніж Шинн Фейн і отримувала більшу кількість голосів на виборах. Партія активно брала участь у підготовці белфастського угоди, за що лідер партії Джон Хьюмен отримав в 1998 Нобелівську премію миру.

Виборчі округи Північної Ірландії на виборах 1997, 2001 і 2005 років. Округи, де перемогли кандидати СДЛП, позначені світло-зеленим

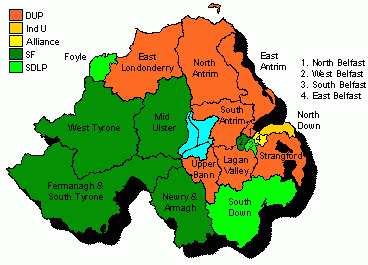
СДЛП (світло-зеленим кольором) на останніх виборах в Палату громад (2010 рік)

Партія також займає 16 місць з 108 в Асамблеї Північної Ірландії.

## Результати на виборах
| Рік                                  | Голосів                 | Місць                   | Δ                       | Уряд |
| Вибори до Палати громад              | Вибори до Палати громад | Вибори до Палати громад | Вибори до Палати громад |      |
| ------------------------------------ | ----------------------- | ----------------------- | ----------------------- | ---- |
| Лютий 1974                           | 160 137                 | 1                       | ▲ 1                     |      |
| жовтень 1974                         | 154 193                 | 1                       | ▬                       |      |
| 1979                                 | 126 325                 | 1                       | ▬                       |      |
| 1983                                 | 137 012                 | 1                       | ▬                       |      |
| 1987                                 | 154 067                 | 3                       | ▲ 2                     |      |
| 1992                                 | 184 445                 | 4                       | ▲ 1                     |      |
| 1997                                 | 190 814                 | 3                       | ▼ 1                     |      |
| 2001                                 | 169 865                 | 3                       | ▬                       |      |
| 2005                                 | 125 626                 | 3                       | ▬                       |      |
| 2010                                 | 110 970                 | 3                       | ▬                       |      |
| Вибори в Європарламент               |                         |                         |                         |      |
| 1979                                 | 140 622                 | 1                       | ▲ 1                     |      |
| 1984                                 | 151 399                 | 1                       | ▬                       |      |
| 1989                                 | 136 335                 | 1                       | ▬                       |      |
| 1994                                 | 161 992                 | 1                       | ▬                       |      |
| 1999                                 | 190 731                 | 1                       | ▬                       |      |
| 2004                                 | 87559                   | 0                       | ▼ 1                     |      |
| 2009                                 | 78489                   | 0                       | ▬                       |      |
| Вибори в Асамблею Північної Ірландії |                         |                         |                         |      |
| 1998                                 | 177 963                 | 24                      |                         |      |
| 2003                                 | 117 547                 | 18                      | ▼ 6                     |      |
| 2007                                 | 105 164                 | 16                      | ▼ 2                     |      |